# Szwagropol
Szwagropol – autobusowe przedsiębiorstwo transportowe z Krakowa, powstałe w 1993. Pierwszą obsługiwaną linią było połączenie Kraków – Zakopane, a następnie Kraków – Nowy Sącz. W kolejnych latach uruchamiano kolejne linie; obecnie (stan na kwiecień 2023) obsługiwanych jest 6 połączeń na terenie województwa małopolskiego.
Założycielami firmy są Tadeusz Szewczyk oraz Jerzy Para. Tadeusz w 1989 ożenił się z Kazimierą, siostrą Jerzego Pary. Z kolei Jerzy Para w 1991 wziął ślub z kuzynką Tadeusza Szewczyka. Od 1991 do 1993 zajmowali się przewozem materiałów budowlanych. W 1993 rozpoczęli transport ludzi.

## Połączenia
Szwagropol realizuje połączenia z Krakowa do Zakopanego, Nowego Targu, Nowego Sącza, Bukowiny Tatrzańskiej, Piwnicznej-Zdroju, Krynicy-Zdroju, Muszyny i Limanowej.

## Tabor
Szwagropol posiada następującą flotę pojazdów:
- MAN RHC444 Lion’s Coach L
- MAN RHC404 Lion’s Coach
- Setra S515 HD
- Mercedes-Benz Tourismo 15RHD 15RHD
- Bova Futura FHD 12-370
- Mercedes-Benz Tourismo 16RHD/2
- Bova Futura FHD 127-365
- Mercedes-Benz Tourismo 16RHD/2
- MAN ÜL364 Lion’s Regio
- Mercedes-Benz Tourismo E16 RHD M/2
- Mercedes-Benz Tourismo 15RHD
- VDL Futura FHD2-129/410
- VDL Futura FHD2-129/365
- MAN RHC404 Lion’s Coach
- MAN ÜL354 Lion’s Regio
- Bova Futura FHD 13-380XE
- Bova Futura FHD 12-380XE
- Bova Futura FLD 127-365
- MAN ÜL290 Lion’s Intercity
- MAN ÜL290 Lion’s Intercity
- Bova Futura FLD 12-340XE
- MAN RHC424 Lion’s Coach
- Bova Futura FLD 13-340XE